# Naturschutzgebiet Enser See
Das Naturschutzgebiet Enser See ist ein 23 ha großes Naturschutzgebiet (NSG-Kennung SO-012K1) südlich von Niederense auf dem Gemeindegebiet von Ense im Kreis Soest in Nordrhein-Westfalen. Das Gebiet wurde 1981 von der Bezirksregierung Arnsberg per Verordnung als NSG ausgewiesen. Im Jahr 2006 wurde es vom Kreistag des Kreises Soest erneut mit dem Landschaftsplan Wickede-Ense ausgewiesen. Das NSG besteht aus zwei Teilflächen. Das NSG grenzt im Westen und Süden direkt an die Kreisgrenze. Auf dem Stadtgebiet von Arnsberg im Hochsauerlandkreis grenzt direkt das Naturschutzgebiet Moosfelder Ohl an. Dabei trennt das Naturschutzgebiet Moosfelder Ohl die beiden Teilflächen des NSGs voneinander. Ein Teilbereich des NSG ist seit 2004 als FFH-Gebiet Weichholzaue Ense (Kennung DE-4513-304) mit 7 ha Größe ausgewiesen worden.

## Gebietsbeschreibung
Bei dem NSG handelt es sich um den Enser See, die Möhne und die dortige Möhneaue. Das NSG ist ein vielgestaltiger Feuchtbiotop-Komplex mit der Möhne, dem Enser See, Überschwemmungszonen, Röhrichten und Auwäldern. Bei der westlichen Teilfläche handelt es sich nur um einen Möhne-Bereich mit Ufer. Im NSG brüten Vogelarten wie Höckerschwan, Kanadagans, Stockente, Blässhuhn, Teichralle, Kleinspecht, Mittelspecht, Wasseramsel, Feldschwirl, Fitis, Gartengrasmücke, Klappergrasmücke, Mönchsgrasmücke, Sumpfrohrsänger, Weidenmeise und Zilpzalp.

## Spezielle Regelungen für Fischerei und Jagd
Im NSG gibt es wegen der Bedeutung als Brut-, Rast- und Überwinterungsgebiet für Wasservögel spezielle Regelungen für Fischerei und Jagd. Die Ausübung der Fischerei ist nur in bestimmten Bereichen und Zeiten erlaubt.
Im NSG ist nur eine Gesellschaftsjagd pro Jahr in der Zeit vom 16. Oktober bis 31. Dezember erlaubt. Die Pirschjagd auf Reh, Wildschwein und Rotfuchs ist in der Zeit vom 1. Januar bis zum 30. Juni verboten, während die Ansitzjagd auf Reh, Wildschwein und Rotfuchs in der Zeit vom 1. Januar bis zum 15. Mai verboten ist. Die Fallenjagd und die Ausbildung oder Prüfung von Jagdhunden ist im NSG verboten. Die Jagd auf Wasservögel ist in Kernzonen des Naturschutzgebietes verboten. Vom Verbot der Wasservögel ist die Stockente ausgenommen. Die Stockente darf an insgesamt 6 Abenden in der Zeit vom 15. Oktober bis 15. Dezember gejagt werden. Im unmittelbaren Uferbereich der Ruhr ist die Jagd auf Stockenten im NSG ganzjährig verboten.

## Schutzzweck
Das NSG soll Enser See mit direkter Umgebung und Teile der Möhne ihrem Arteninventar schützen. Wie bei allen Naturschutzgebieten in Deutschland wurde in der Schutzausweisung darauf hingewiesen, dass das Gebiet „wegen der Seltenheit, besonderen Eigenart und Schönheit des Gebietes“ zum Naturschutzgebiet erklärt wurde.